# Chibchea salta
Chibchea salta är en spindelart som beskrevs av Huber 2000. Chibchea salta ingår i släktet Chibchea och familjen dallerspindlar. Inga underarter finns listade i Catalogue of Life.